# 仙王座 VW
仙王座VW （VW Cep）是一顆距離太陽90.6光年的 密接聯星，它的兩顆成員共享共有包層。因為這兩顆恆星與大熊座W星一樣共用它們的外層，所以被歸類為大熊座W型變星。這兩顆星有著相同的恆星類型，都屬於矮星的G型主序星。兩顆恆星圍繞共同質心的互繞週期為0.2783日（約6.7小時），軌道週期的變化顯示有一顆或更多的天體，可能是低質量的恆星。

## 看不見的夥伴們
軌道週期的變化顯示，有一或多個看不見的小天體在周圍對這對食雙星造成擾動
。一些發表試圖設置這些假設存在，但看不見的天體之軌道週期和最低質量。最近在的文章提出該天體的軌道週期為29.8年，質量大約為太陽的四分之三，並有著高軌道離心率（0.66），軌道傾角假設為33.6度。
然而，在提示中顯示系統中還有另一個額外的機構存在。作者推斷的週期為77.46年，離心率0.54的看不見的第四個夥伴。他的最低質量仍不清楚，暫定為0.19太陽質量；如同Pribulla 等人在2000年推斷。在任何情況下的軌道解決方案依然都是不去確定的，需要更進一步的計算，以提供一個更健全的模型。
| b (未确认) | 750 (0.75 太陽質量) MJ   | 4.33  | ≈10877 | 0.77  |
| c (未确认) | ≤190 (0.19 太陽質量)? MJ | 18.2? | ≈28273 | 0.543 |